# Marion Brown
Marion Brown (* 8. September 1931 in Atlanta, Georgia; † 18. Oktober 2010 in Hollywood, Florida) war ein US-amerikanischer Jazzmusiker (Altsaxophon, Komposition), Autor und Musikwissenschaftler.

## Leben und Wirken
Brown, der zunächst in einer Hausband spielte, absolvierte den Wehrdienst in einer Militärband; 1957 spielte er mit Johnny Hodges in Atlanta. Er studierte zunächst Saxophon, Klarinette und Oboe am Clark College in Atlanta, dann Rechtswissenschaft an der afroamerikanischen Howard University, sowie auch Musikerziehung, Politik, Wirtschaftswissenschaft und Geschichte. 1960 brach er das Studium ab und ging er nach New York City, wo er sich mit dem Dichter Amiri Baraka anfreundete und darüber mit der sich in der Stadt entwickelnden Free-Jazz-Szene in Kontakt kam. Ab 1962 arbeitete er mit Musikern wie Rashied Ali, Alan Shorter oder Archie Shepp, der sein Mentor wurde; er wirkte auch bei Shepps Album Fire Music mit. John Coltrane engagierte ihn im Sommer 1965 für die Aufnahme seines Albums Ascension. In dieser Zeit arbeitete Brown auch mit eigenen Gruppen, u. a. mit Stanley Cowell. Ab 1959 unterrichtete er, schrieb Gedichte und über Musik, u. a. einen ersten Artikel über Ornette Coleman, und trat in Barakas Theaterstück The Dutchman auf.
Mit einem Stipendium der Cité International des Artistes verbrachte er ab 1967 einige Zeit in Europa, wo er mit Karl Berger, Steve McCall, Barre Phillips, Alan Silva, Gunter Hampel und Jeanne Lee spielte und sich sein Interesse an afrikanischer Musik verstärkte. 1968 entstand die Filmmusik zu Marcel Camus’ Un été sauvage. „Im Zusammenspiel mit Hampel entwickelte Brown eine lyrische Sprache,  mit der er endgültig eine eigene Stimme im Kanon des freien Jazz verankerte.“ Kurz vor seiner Rückkehr 1970 in die Vereinigten Staaten, nahm er mit Hampel, Lee, Anthony Braxton, Bennie Maupin und Chick Corea für ECM sein wohl bekanntestes Album Afternoon of a Georgia Faun auf, „auf dem er die Stimmung von Debussys Nachmittag eines Fauns mit einem perkussiven Klangbild und einer dynamischen Kollektivimprovisation aufnahm“.
In den USA stellte er Linguistik und Kompositionstechniken der afrikanischen Musik ins Zentrum seiner Forschungs- und Lehrtätigkeiten. Ab 1971 war Brown Assistant Professor für Musik am Bowdoin College in Brunswick (Maine), eine Position, die er bis zum Erwerb des Bachelors 1974 innehatte. Daneben hatte er Lehraufträge an der Brandeis University (1971–1974), dem Colby College (1973/74) und am Amherst College (1974–1975), sowie eine Assistentenstelle an der Wesleyan University (1974–1976), wo er 1976 den Master in Musikethnologie erwarb. Seine Abschlussarbeit veröffentlichte er in der Schrift Faces and Places: The Music and Travels of a Contemporary Jazz Musician. Neben seiner Lehrtätigkeit beschäftigte er sich mit indischem Flötenspiel und afrikanischen Instrumenten. Sein Spiel und seine Kompositionen zeichnen sich durch eine besondere Ruhe aus. Er arrangierte Werke von Erik Satie und schrieb Musik zu Georg Büchners Woyzeck. Ferner setzte er seine Zusammenarbeit mit Gunter Hampel fort. Neben seiner Lehrtätigkeit in Northampton (Massachusetts) trat er auch an Universitäten auf und betätigte sich als Maler.
Aufgrund gesundheitlicher Probleme – ihm musste ein Fuß amputiert werden – ist Brown seit 1992 fast nicht mehr aufgetreten. Er hat auch mit dem Komponisten Harold Budd auf dessen Album Pavilion of Dreams zusammengearbeitet. Freunde und Gönner holten Brown aus einem Altersheim in New York und brachten ihn in einem Pflegeheim in Florida unter, wo er im Oktober 2010 starb.

## Diskografie (Auswahl)
- 1965: Marion Brown Quartet (ESP)
- 1966: Three for Shepp (Impulse!)
- 1966: Why Not? (ESP)
- 1967: Porto Novo (mit Han Bennink, Arista)
- 1969: In Sommerhausen (mit Gunter Hampel, Jeanne Lee, Ambrose Jackson, Daniel Laloux, Steve McCall, Calig, 1969)
- 1970: Afternoon of a Georgia Faun (mit Hampel, Lee, Anthony Braxton, Benny Maupin und Chick Corea, ECM)
- 1973: Geechee Recollections (mit Leo Smith, Impulse!)
- 1974: Sweet Earth Flying (Impulse!)
- 1975: Vista (Impulse!)
- 1977: La Placita / Live in Willisau (Timeless)
- 1977: Solo Saxophone (Sweet Earth)
- 1978: Reeds 'n Vibes (mit Gunter Hampel, Improvising Artists Inc.)
- 1979: Interface (mit John Fischer)
- 1980: Back To Paris (Freelance)
- 1983: Gemini (mit Gunter Hampel, Birth)
- 1985: Recollections (Creative Works)
- 1986: Songs of Love and Regrets (mit Mal Waldron)
- 1988: Much More (mit Mal Waldron, Free Lance)
- 1990: Native Land (ITM)
- 1992: Offering (Venus)
- 1993: Gemini + Play Live Sun Ra Compositions (Birth) mit Gunter Hampel
- 1999: Devorah Day: Light of Day featuring Marion Brown (Abaton Book)
- 2019: Marion Brown & Dave Burrell: Live at the Black Musicians’ Conference, 1981 (NoBusiness Records)

## Lexikalische Einträge
- Carlo Bohländer, Karl Heinz Holler, Christian Pfarr: Reclams Jazzführer. 5., durchgesehene und ergänzte Auflage. Reclam, Stuttgart 2000, ISBN 3-15-010464-5.
- Ian Carr, Digby Fairweather, Brian Priestley: Rough Guide Jazz. Der ultimative Führer zur Jazzmusik. 1700 Künstler und Bands von den Anfängen bis heute. Metzler, Stuttgart/Weimar 1999, ISBN 3-476-01584-X.
- Richard Cook, Brian Morton: The Penguin Guide to Jazz Recordings. 8. Auflage. Penguin, London 2006, ISBN 0-14-102327-9.
- Leonard Feather, Ira Gitler: The Biographical Encyclopedia of Jazz. Oxford University Press, New York 1999, ISBN 0-19-532000-X.
- Martin Kunzler: Jazz-Lexikon. Band 1: A–L (= rororo-Sachbuch. Bd. 16512). 2. Auflage. Rowohlt, Reinbek bei Hamburg 2004, ISBN 3-499-16512-0.